# Bengt Strömgren
Bengt Georg Daniel Strömgren (Gotemburgo, 21 de janeiro de 1908 — 4 de julho de 1987) foi um astrônomo e astrofísico dinamarquês.
Bengt Strömgren nasceu em Gotemburgo. Filho de Hedvig Strömgren (nascida Lidforss) e Svante Elis Strömgren, professor de astronomia na Universidade de Copenhague e diretor do observatório da universidade. Bengt cresceu na mansão do professor, rodeado por professores, assistentes, observadores e convidados. Seu pai educou Bengt para uma vida cientificamente produtiva, e Bengt publicou seu primeiro artigo científico com 14 anos de idade.

## Honrarias
Prêmios
- 1959 - Medalha Rittenhouse[1]
- 1959 - Medalha Bruce[2]
- 1962 - Medalha de Ouro da Royal Astronomical Society[3]
- 1965 - Henry Norris Russell Lectureship
- 1965 - Medalha H. C. Ørsted
- 1967 - Medalha Janssen
- 1969 - Medalha Karl Schwarzschild[4]

Levam seu nome
- Asteroide 1846 Bengt
- Esfera de Strömgren

Outros
- Asteroide 1493 Sigrid, recebeu o nome de sua mulher